# Johan Henrik Deuntzer
Johan Henrik Deuntzer (Copenhague, 20 de maio de 1845 – Charlottenlund, 16 de novembro de 1918) foi um político da Dinamarca. Ocupou o cargo de primeiro-ministro da Dinamarca.